# Knižní série

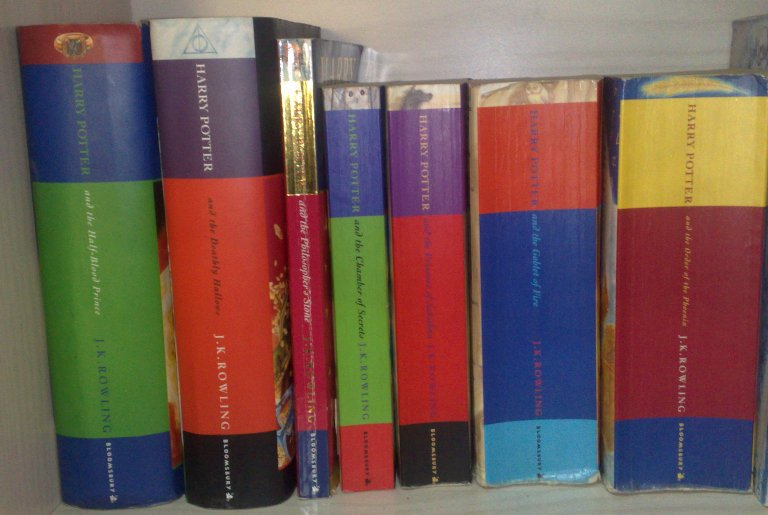
Knižní série Harry Potter od J. K. Rowlingové

Knižní série nebo knižní cyklus je série knih, které mají společné určité vlastnosti, znaky a dohromady tvoří skupinu. Pojítkem může být např. nějaké téma, dějová návaznost, protagonista příběhů a další literární postavy, prostředí, časová osa apod., což je charakteristické zejména v beletrii – dobrodružných románech, kriminálních románech, špionážních románech, vědeckofantastické tvorbě a thrillerech, ale také v literatuře pro děti a mládež.
Ve vědeckých a akademických publikacích se do série počítají i knihy, které vycházejí po částech v řadě, například jednou ročně nebo i méně často. Vztah mezi knihami náležejícími do takové řady může být určen druhem práce, přístupem, zaměřením nebo i zeměpisnou polohou. Publikace, které pravidelně vycházejí častěji než jednou ročně, se zpravidla nazývají časopisy nebo periodika (čtvrtletníky, pololetníky,...).

## Rozdělení
Sérii mohou tvořit pouze romány (= románová série) nebo může zahrnovat různé formy textu: romány, novely, povídkové sbírky i samostatné povídky, antologie, eseje aj. Série mohou být napsány jedním autorem nebo se na tvorbě cyklu podílejí různí autoři. Může je prezentovat i nakladatelství (ať už jako série či edice). Některé svazky náležející do knižní řady mohou mít v tiráži uvedeno číslo ISBN zároveň s ISSN.
Podle velikosti, rozsáhlosti se může jednat o dilogii (sérii pouze o 2 dílech), trilogii (3), tetralogii (4), pentalogii (5), hexalogii (6), heptalogii (7), oktalogii (8) atd. Nejrozsáhlejší cykly čítají i přes sto pokračování.
Do více či méně obsáhlých řad bývají zřetězeny i ságy, románové kroniky mapující životy rodinných generací, namátkou díla Johna Galsworthyho Sága rodu Forsytů nebo Dynastie Morlandů britské spisovatelky Cynthie Harrod-Eagles.

## Knižní edice
Něco trochu jiného jsou knižní (nakladatelské) edice, což jsou různé knihy vydané nakladatelstvím v jednotné grafické podobě s podobným obsahovým zaměřením, které spojuje název edice (případně též logo). Takové edice pomáhají čtenářům v orientaci na knižním trhu, kteří mohou podle nich odhadnout žánr, kvalitu knih atd. Jednotlivé díly edice pak čtenáři mohou sbírat. V Česku je známá např. edice dobrodružné literatury přezdívaná "Kodovky" (Knihy odvahy a dobrodružství) vycházející od roku 1954.

## Příklady knižních sérií
Beletrie
- Hledání ztraceného času francouzského spisovatele Marcela Prousta
- Lidská komedie francouzského spisovatele Honoré de Balzaca

Detektivka
- Mike Hammer amerického spisovatele Mickey Spillaneho
- Perry Mason amerického spisovatele Erle Stanleyho Gardnera
- příběhy Sherlocka Holmese britského spisovatele Arthura C. Doyla

Fantasy
- Barbar Conan amerického spisovatele Roberta E. Howarda a dalších autorů
- Harry Potter britské spisovatelky Joanne Rowlingové
- Letopisy Narnie britského spisovatele C. S. Lewise
- Píseň ledu a ohně amerického spisovatele George R. R. Martina
- Zeměplocha britského spisovatele Terryho Pratchetta

Science fiction
- Ledová společnost francouzského spisovatele Georgese-Jeana Arnauda
- Nadace amerického spisovatele Isaaca Asimova
- Planety smrti amerického spisovatele Harryho Harrisona
- Vesmírná odysea britského spisovatele A. C. Clarka
- Vorkosiganská sága americké spisovatelky Lois McMaster Bujoldové